# Хилл, Джордан
Джордан Крэйг Хилл (англ. Jordan Craig Hill; род. 27 июля 1987 года в Ньюберри, штат Южная Каролина, США) — американский профессиональный баскетболист, в последнее время выступавший за команду Национальной баскетбольный ассоциации «Миннесота Тимбервулвз». Играет на позиции тяжёлого форварда и центрового. Был выбран на драфте НБА 2009 года в первом раунде под общим 8-м номером клубом «Нью-Йорк Никс».

## Ранние годы

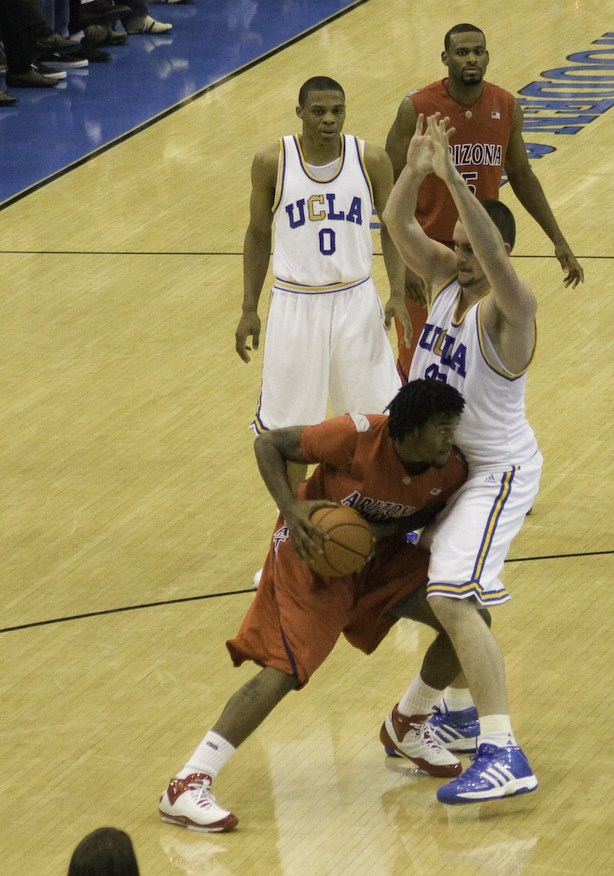
Кевин Лав из УКЛА Брюинз защищает Хилла

Джордан Хилл родился в Ньюберри, Южная Каролина. После того, как мать Хилла умерла от рака груди, когда Хиллу было три года, Хилла воспитывали его отец и бабушка, а затем старший брат и старшая сестра. Его двоюродный брат Тревор Букер познакомил его с баскетболом. Букер, который на четыре месяца младше Хилла, также стал игроком НБА. Хилл учился в средней школе Норт-Спрингс в Атланте, и родители его одноклассника стали законными опекунами Хилла. После окончания школы Норт-Спрингс в 2005 году Хилл провел год в подготовительной школе в Паттерсоне, Северная Каролина (The Patterson School). В младших классах средней школы Хилл не имел права играть в школьной баскетбольной команде, поэтому он продемонстрировал свои навыки потенциальным тренерам колледжа благодаря спортивной ассоциации AAU (Amateur Athletic Union), которая организовывает соревнования и турниры для школьников после окончания их основного школьного спортивного сезона.
В Аризонском университете Хилл три года играл за баскетбольную команду Аризона Уайлдкэтс. Он покинул Аризону Уайлдкэтс, заняв пятое место по проценту попаданий с игры (57,8 %).

## Профессиональная карьера

### Драфт НБА
Когда Хилл принял участие в драфте НБА 2009 года, многие ставили его на первое место в драфте, возможно, в пятерке лучших на драфте. В итоге, он был выбран в первом раунде под общим 8-м номером клубом «Нью-Йорк Никс».

### Нью-Йорк Никс (2009—2010)
Хилл был выбран под 8-м номером на драфте НБА 2009 года командой «Нью-Йорк Никс». За следующие два сезона Хилл заработал около 4,3 миллиона долларов.
Хилл сыграл пять игр в Летней лиге НБА 2009 года, набирая в среднем 14,4 очков за игру, 8,2 подборов, 0,6 передачи, 0,8 перехвата и 1 блок-шот. Его наивысший результат составил 21 очко в игре против «Вашингтон Уизардс».
Хилл набрал свои первые очки в регулярном сезоне за «Никс» против «Кливленд Кавальерс» 6 ноября 2009 года.
Хилл был обменян через 25 игр после начала сезона новичка.

### Хьюстон Рокетс (2010—2012)
18 февраля 2010 года Хилл был обменян вместе с Джаредом Джеффрисом в «Хьюстон Рокетс» в рамках сделки трех команд, включавшей «Сакраменто», из которой в «Нью-Йорк Никс» перешёл Трейси Макгрэйди. Хилл был обменян в «Никс» через 25 игр после начала своего сезона новичка.

### Лос-Анджелес Лейкерс (2012—2015)
15 марта 2012 года Хилл был обменян в «Лос-Анджелес Лейкерс» на разыгрывающего Дерека Фишера и право выбора в первом раунде драфта. Хилл сыграл в семи матчах регулярного сезона за «Лейкерс», набирая в среднем 4,7 очка и 4,4 подбора за 11,7 минуты. В 12 играх плей-офф он набирал в среднем 4,8 очка и 6,3 подбора за 18,1 минуты.
25 июля 2012 года Хилл повторно подписал с «Лейкерс» двухлетний контракт на 8 миллионов долларов. В сезоне 2012-13 годов «Лейкерс» испытывали трудности, но Хилл привнес в игру активность, которой не хватало команде. 6 января 2013 года в матче против « Денвер Наггетс» Хилл получил серьезную травму
«Лейкерс» боролись в сезоне 2012-13, но он принес суету, которой не хватало команде. 6 января 2013 года в матче против «Денвер Наггетс» Хилл получил серьезную травму. Потребовалась операция после того, как врачи обнаружили свободные фрагменты и возможный разрыв лобковой кости. В 29 играх он набирал в среднем 6,7 очков и 5,7 подборов за 15,8 минуты за игру. Его средний показатель подборов в минуту был одним из лучших в лиге, что побудило его товарища по команде Коби Брайанта посетовать на отсутствие Хилла после того, как «Лейкерс» проиграли по подборам во время игры. Хилл был допущен к игре в первом раунде плей-офф НБА 2013 года.
12 ноября 2013 года, в девятой игре сезона 2013-14, Хилл впервые в сезоне вышел в стартовом составе и набрал максимальные за карьеру 21 очков в игре против «Нью-Орлеан Пеликанс», в которой «Лейкерс» одержали победу со счетом 116-95.
23 июля 2014 года Хилл повторно подписал контракт с «Лейкерс».

### Индиана Пэйсерс (2015—2016)
14 июля 2015 года Хилл подписал контракт с командой «Индиана Пэйсерс». Он дебютировал за «Пэйсерс» 28 октября в первом матче сезона против «Торонто Рэпторс», набрав 8 очков и 8 подборов.

### Миннесота Тимбервулвз (2016—2017)
20 июля 2016 года Хилл подписал контракт с «Миннесота Тимбервулвз». 26 июня 2017 года «Тимберулз» отказались от него.

### Баскетбольная лига (TBL) (2017—2018)
В 2017 и 2018 годах Хилл играл в Баскетбольной лиге (TBL) за команды Nevada Desert Dogs и Vancouver Knights.

## Статистика

### Статистика в НБА
| Сезон                                                                                    | Команда   | Регулярный сезон | Регулярный сезон | Регулярный сезон | Регулярный сезон | Регулярный сезон | Регулярный сезон | Регулярный сезон | Регулярный сезон | Регулярный сезон | Регулярный сезон | Регулярный сезон | Серия плей-офф | Серия плей-офф | Серия плей-офф | Серия плей-офф | Серия плей-офф | Серия плей-офф | Серия плей-офф | Серия плей-офф | Серия плей-офф | Серия плей-офф | Серия плей-офф |
| Сезон                                                                                    | Команда   | GP               | GS               | MPG              | FG%              | 3P%              | FT%              | RPG              | APG              | SPG              | BPG              | PPG              | GP             | GS             | MPG            | FG%            | 3P%            | FT%            | RPG            | APG            | SPG            | BPG            | PPG            |
| ---------------------------------------------------------------------------------------- | --------- | ---------------- | ---------------- | ---------------- | ---------------- | ---------------- | ---------------- | ---------------- | ---------------- | ---------------- | ---------------- | ---------------- | -------------- | -------------- | -------------- | -------------- | -------------- | -------------- | -------------- | -------------- | -------------- | -------------- | -------------- |
| 2009/10                                                                                  | Нью-Йорк  | 24               | 0                | 10,5             | 44,6             | 0,0              | 71,4             | 2,5              | 0,3              | 0,4              | 0,4              | 4,0              | Не участвовал  | Не участвовал  | Не участвовал  | Не участвовал  | Не участвовал  | Не участвовал  | Не участвовал  | Не участвовал  | Не участвовал  | Не участвовал  | Не участвовал  |
| 2009/10                                                                                  | Хьюстон   | 23               | 0                | 16,2             | 53,2             | -                | 66,0             | 5,0              | 0,6              | 0,2              | 0,5              | 6,4              | Не участвовал  | Не участвовал  | Не участвовал  | Не участвовал  | Не участвовал  | Не участвовал  | Не участвовал  | Не участвовал  | Не участвовал  | Не участвовал  | Не участвовал  |
| 2010/11                                                                                  | Хьюстон   | 72               | 10               | 15,6             | 49,1             | 0,0              | 70,6             | 4,3              | 0,4              | 0,2              | 0,7              | 5,6              | Не участвовал  | Не участвовал  | Не участвовал  | Не участвовал  | Не участвовал  | Не участвовал  | Не участвовал  | Не участвовал  | Не участвовал  | Не участвовал  | Не участвовал  |
| 2011/12                                                                                  | Хьюстон   | 32               | 7                | 14,7             | 50,4             | 0,0              | 64,1             | 4,8              | 0,4              | 0,3              | 0,7              | 5,0              | Не участвовал  | Не участвовал  | Не участвовал  | Не участвовал  | Не участвовал  | Не участвовал  | Не участвовал  | Не участвовал  | Не участвовал  | Не участвовал  | Не участвовал  |
| 2011/12                                                                                  | Лейкерс   | 7                | 1                | 11,7             | 46,7             | -                | 62,5             | 4,4              | 0,3              | 0,7              | 0,9              | 4,7              | 12             | 0              | 18,1           | 43,4           | -              | 68,8           | 6,3            | 0,1            | 0,3            | 0,7            | 4,8            |
| 2012/13                                                                                  | Лейкерс   | 29               | 1                | 15,8             | 49,7             | 0,0              | 65,6             | 5,7              | 0,4              | 0,3              | 0,7              | 6,7              | 3              | 0              | 10,2           | 50,0           | -              | -              | 3,7            | 0,3            | 0,0            | 0,7            | 3,3            |
| 2013/14                                                                                  | Лейкерс   | 72               | 32               | 20,8             | 54,9             | 0,0              | 68,5             | 7,4              | 0,8              | 0,4              | 0,9              | 9,7              | Не участвовал  | Не участвовал  | Не участвовал  | Не участвовал  | Не участвовал  | Не участвовал  | Не участвовал  | Не участвовал  | Не участвовал  | Не участвовал  | Не участвовал  |
| 2014/15                                                                                  | Лейкерс   | 70               | 57               | 26,8             | 45,9             | 27,3             | 73,8             | 7,9              | 1,5              | 0,5              | 0,7              | 12,0             | Не участвовал  | Не участвовал  | Не участвовал  | Не участвовал  | Не участвовал  | Не участвовал  | Не участвовал  | Не участвовал  | Не участвовал  | Не участвовал  | Не участвовал  |
| 2015/16                                                                                  | Индиана   | 73               | 11               | 20,7             | 50,6             | 0,0              | 71,2             | 6,2              | 1,2              | 0,5              | 0,5              | 8,8              | 5              | 0              | 3,0            | 0,0            | -              | -              | 1,2            | 0,4            | 0,0            | 0,0            | 0,0            |
| 2016/17                                                                                  | Миннесота | 7                | 0                | 6,7              | 38,5             | -                | 100,0            | 2,0              | 0,0              | 0,1              | 0,0              | 1,7              | Не участвовал  | Не участвовал  | Не участвовал  | Не участвовал  | Не участвовал  | Не участвовал  | Не участвовал  | Не участвовал  | Не участвовал  | Не участвовал  | Не участвовал  |
|                                                                                          | Всего     | 409              | 119              | 18,8             | 49,7             | 13,6             | 69,9             | 5,8              | 0,8              | 0,4              | 0,7              | 7,9              | 20             | 0              | 13,2           | 42,4           | -              | 68,8           | 4,7            | 0,2            | 0,2            | 0,5            | 3,4            |
| Наведите курсор мыши на аббревиатуры в заголовке таблицы, чтобы прочесть их расшифровку. |           |                  |                  |                  |                  |                  |                  |                  |                  |                  |                  |                  |                |                |                |                |                |                |                |                |                |                |                |

### Статистика в колледже
| Сезон                                                                                   | Команда | GP | GS | MPG  | FG%  | 3P% | FT%  | RPG  | APG | SPG | BPG | PPG  |  |
| --------------------------------------------------------------------------------------- | ------- | -- | -- | ---- | ---- | --- | ---- | ---- | --- | --- | --- | ---- |  |
| 2006/07                                                                                 | Аризона | 29 | 12 | 14,1 | 65,2 | 0,0 | 44,7 | 4,0  | 0,1 | 0,2 | 0,9 | 4,7  |  |
| 2007/08                                                                                 | Аризона | 34 | 33 | 29,4 | 62,2 | 0,0 | 68,3 | 7,9  | 0,8 | 0,5 | 1,6 | 13,2 |  |
| 2008/09                                                                                 | Аризона | 34 | 34 | 35,7 | 53,7 | 0,0 | 65,4 | 11,0 | 1,5 | 0,9 | 1,7 | 18,3 |  |
|                                                                                         | Всего   | 97 | 79 | 27,0 | 57,8 | 0,0 | 63,6 | 7,8  | 0,8 | 0,5 | 1,4 | 12,5 |  |
| Наведите курсор мыши на аббревиатуры в заголовке таблицы, чтобы прочесть их расшифровку |         |    |    |      |      |     |      |      |     |     |     |      |  |